# کلماستین
کلماستین (به انگلیسی: clemastine)
رده درمانی: آنتی‌هیستامین‌ها .
اشکال دارویی: قرص، آمپول

## موارد مصرف
کلماستین برای درمان آلرژی فصلی و آبریزش بینی، کهیر، سرماخوردگی، آنژیوادم، التهاب ملتحمه چشم و خارش پوست استفاده می‌گردد.در تحقیقات جدید این دارو یکی از کاندیداهای اصلی درمان بیماری MS خواهد بود

## مکانیسم اثر
بلوک رقابتی گیرنده‌های نوع یک هیستامین در بافتها. هیستامین مهمترین واسطه بروز علائم التهاب در این بیماریها است. 

## عوارض جانبی
خواب آلودگی، لرز، گیجی، اختلال بینایی، تپش یا تندی ضربان قلب، افت فشار خون و سرگیجه در برخی بیماران دیده می‌شود.